# Luigi Cagnola
Luigi Cagnola (Milán, 9 de junio de 1762-14 de agosto de 1833) fue un arquitecto italiano.

## Biografía
Nacido el 9 de junio de 1762 en Milán, fue enviado con catorce años al Colegio Clementino de Roma, para estudiar más tarde en la Universidad de Pavía. En principio estaba encaminado a una carrera relacionada con el Derecho, pero su pasión por la arquitectura fue demasiado fuerte y terminó compitiendo por la construcción de la Porta Orientale, en Milán. Sus diseños fueron elogiados, pero no fueron seleccionados a causa de los gastos que habrían supuesto. En aquellos años Cagnola se dedicó ya en exclusiva a la arquitectura. Después de la muerte de su padre, pasó dos años en Verona y Venecia, estudiando estructuras arquitectónicas en dichas ciudades.

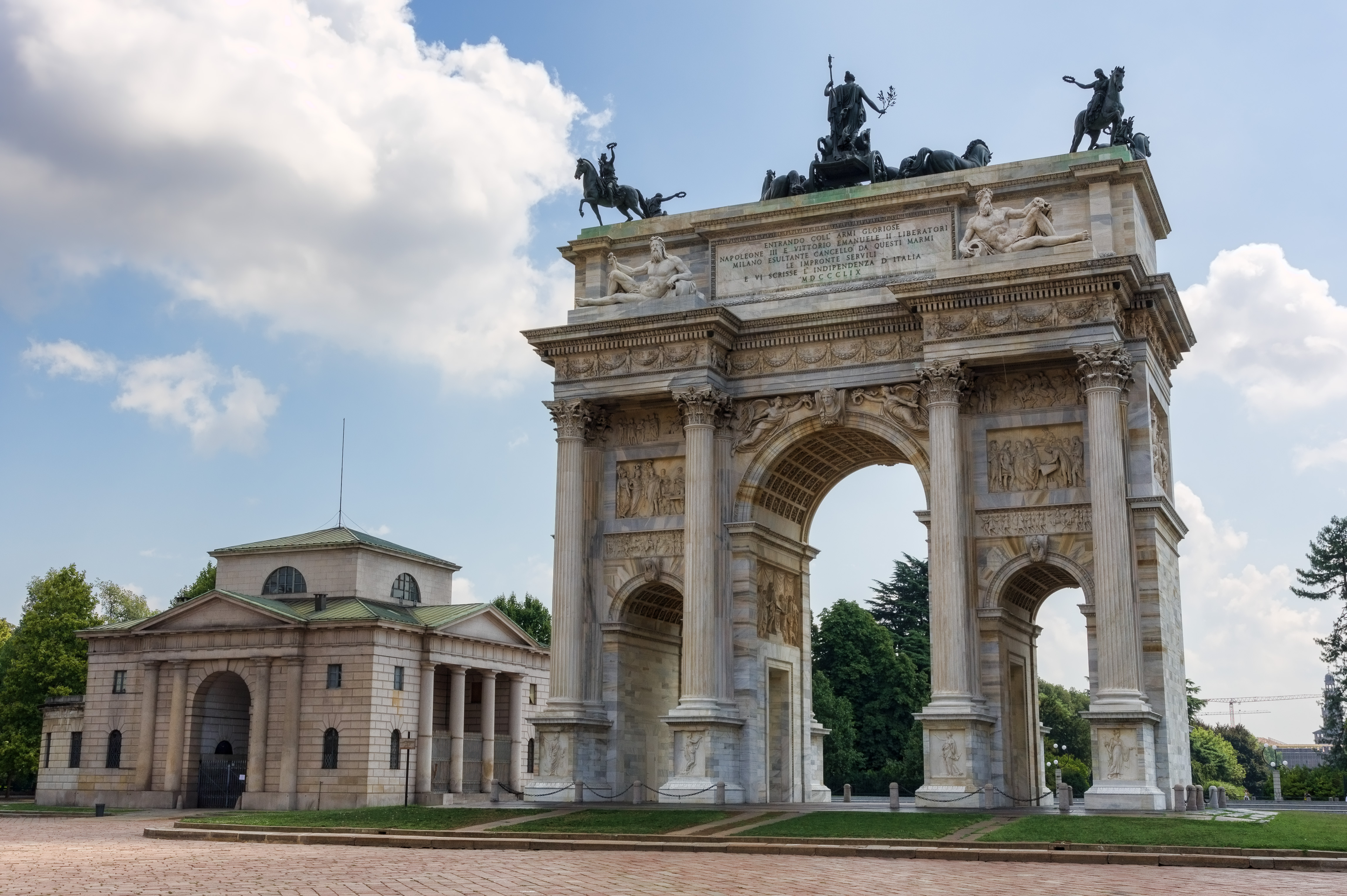
Arco della Pace en Milán

En 1806 se le pidió que diseñara un arco triunfal para el matrimonio de Eugène de Beauharnais con la princesa de Baviera. El arco era de madera, pero era de tal belleza que se decidió construirlo en mármol. El resultado fue el Arco della Pace en Milán, superado en dimensiones a principios del siglo XX solo por el Arco del Triunfo de París. Entre otros trabajos ejecutados por Cagnola se encuentran la Porta de Marengo en Milán, el campanario en Urgnano y la capilla de Santa Marcellina en Milán. Murió en 14 de agosto de 1833, cinco años antes de que se completara el Arco del Sempione, que diseñó para su ciudad natal.